# أوجين سو
ماري جوزيف سو (بالفرنسية: Eugène Sue) أو يقال أيضاً أوجين سو ولد في 26 يناير 1804 م في باريس وتوفى في 3 أغسطس 1857 م في أنيسي-لو-ڤيو بسافوا العليا (إقليم فرنسي) ، وكان كاتباً فرنسياً. كان معروفاً باثنان من أشهر رواياته المتسلسلة: أسرار باريس (1842-1843) م واليهودي المتنقل (1844-1845) م

## روابط خارجية
- أوجين سو على موقع IMDb (الإنجليزية)
- أوجين سو على موقع الموسوعة البريطانية (الإنجليزية)
- أوجين سو على موقع إن إن دي بي (الإنجليزية)
- أوجين سو على موقع قاعدة بيانات الفيلم (الإنجليزية)